# Allen Raine
Allen Raine bio je pseudonim velške književnice Anne Adalise Beynon Puddicombe (Newcastle Emlyn, 6. listopada 1836. – Tresaith, 21. lipnja 1908.) čiji su romani prodani u više od 2 milijuna primjeraka do 1921. godine.

## Životopis
Anne Adalisa Evans rođena je u Newcastle Emlynu kao najstarija kći odvjetnika Benjamina Evansa i Letitije Grace Evans, njegove supruge. Njezina je majka bila praunuka Davida Davisa i praunuka Daniela Rowlanda.
Anne je 1849. godine poslana u obitelj svećenika Henryja Sollyja u Cheltenham radi obrazovanja. Obiteljski su prijatelji bili ljubitelji književnosti uključujući Georgea Eliota, gospođu Henry Wood i Bulwer-Lyttona. Poslije je živjela u predgrađu Londona sa sestrom Lettie. U svojoj je mladosti pridonijela kratkoživućem časopisu Home Sunshine koji se tiskao u Newcastle Emlynu.

### Brak
Nakon povratka u Wales 1856. godine udala se za bankara Beynona Puddicombea u Tresaithu 10. travnja 1872. godine. On je bio dopisnik za banku Smitha Paynea. Živjeli su u području Londona do veljače 1900. godine kad je njezin suprug psihički obolio. Umirovili su se u Tresaithu gdje su imali ljetnu vikendicu. Suprug joj je preminuo 29. svibnja 1906. godine. Pokopan je kod crkve sv. Mihovila u Penbrynu.
Anne je ostala u Tresaithu do vlastite smrti 21. lipnja 1908. godine.

## Djela
Obala Cardiganshirea nadahnjivala je mnoga njezina djela, ponajviše njezine kratke priče.
Godine 1897. objavila je prijevod Ceiriogove duge lirske pjesme "Alun Mabon" u nekoliko dijelova u časopisu Wales Owena Morgana Edwardsa.
- Ynysoer (1894.)
- A Welsh Singer (1896.)
- Torn Sails (1897.)
- By Berwen Banks (1899.)
- Garthowen (1900.)
- A Welsh Witch (1902.)
- On the Wings of the Wind (1903.)
- Hearts of Wales (1905.)
- Queen of the Rushes (1906.)
- Neither Storehouse nor Barn (1908.)
- All in a Month (zbirka kratkih priča; 1908.)
- Where Billows Roll (originalno naslovljeno Ynysoer, 1894.)
- Under the Thatch (nedovršeno, upotpunila Lyn Evans 1910.)

## Filmovi
- Torn Sails (1915.)
- A Welsh Singer (1915. i 1920.)

## Vanjske poveznice
- Allen Raine Celebration Society Arhivirana inačica izvorne stranice od 7. veljače 2011. (Wayback Machine)
- Djela Allen Raine na Projekt Gutenbergu
- Works by Allen Raine at LibriVox (public domain audiobooks)